# Santa Clotilde
Santa Clotilde est une localité de Sao Tomé-et-Principe située au nord-est de l'île de Sao Tomé, dans le district de Cantagalo. C'est une ancienne roça.

## Population
Lors du recensement de 2012, 112 habitants y ont été dénombrés.

## Roça
La casa principal de cette dépendance de la roça Uba Budo est située en hauteur, les sanzalas (logements des travailleurs en contrebas).
Photographies et croquis réalisés en 2011 mettent en évidence la disposition des bâtiments, leurs dimensions et leur état à cette date.